# Francisco Cornejo
José Francisco „Pancho“ Candelario Cornejo (* 2. Februar 1892 in La Paz, Mexiko; † September 1963 in Mexiko) war ein mexikanischer Maler, Bildhauer, Werbe- und Gebrauchsgrafiker.

## Leben

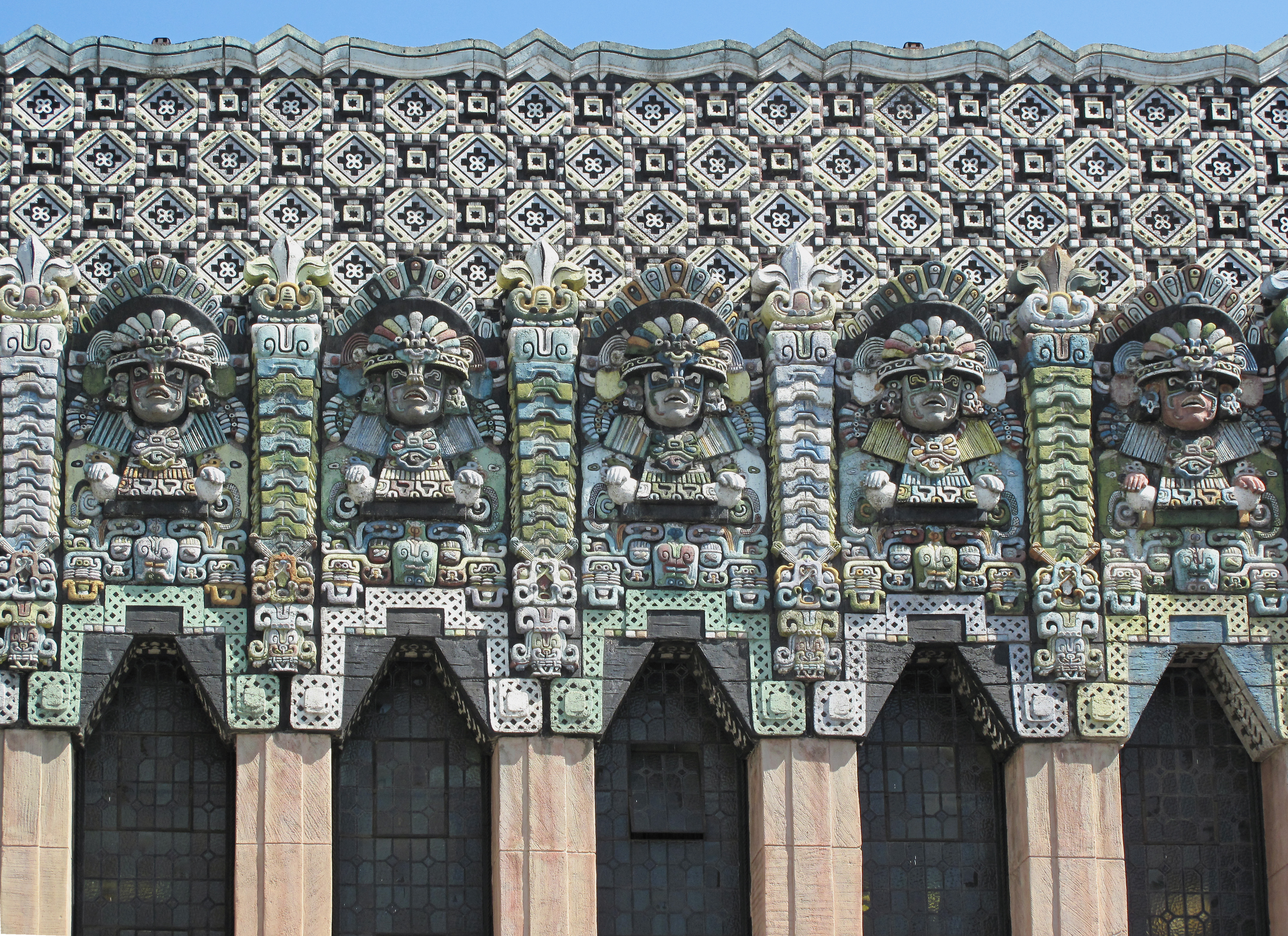
Fassadendekoration am Mayan Theater, Los Angeles

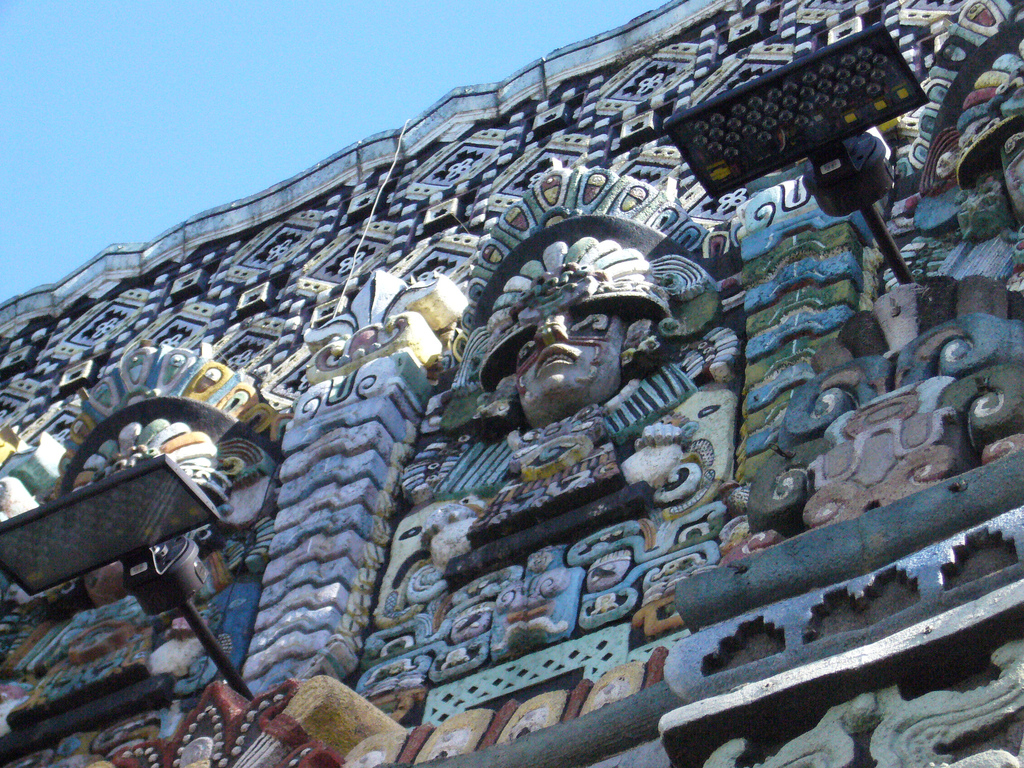
Detailaufnahme der Fassade am Mayan Theater

Francisco Cornejo war der Sohn von Carlos Candelario Cornejo und Carlota Canalizo. Er studierte von 1909 bis 1911 an der Academia de San Carlos in Mexiko-Stadt bei Germán Gedovius.

### Wirken in Kalifornien
Nach dem Studium ging er 1911 nach Kalifornien. In Los Angeles eröffnete er das „Estudio Azteca“ („Aztekisches Studio“) und lehrte ab 1925 an der Zeichenschule Mexicó in San Francisco altamerikanische Kunst für Lehrer.
1919 gestaltete er an der Denishawn Ballett das „Xōchitl“-Design und entwarf weitere Interieurs im Indio-Stil. Zu seinen bekanntesten Arbeiten zählt die indianische Fassadendekoration am Mayan Theater in Downtown Los Angeles, wo er auch einen Teil des Interieurs gestaltete. Das Theater selbst wurde 1927 nach einem Entwurf des Architekten Stiles O. Clements fertiggestellt.
Zuletzt arbeitete er Los Angeles als Leiter der Werbeabteilung der von Edward L. Doheny 1906 gegründeten Huasteca Petroleum Company.

### El Rancho del Artista, Mexiko-Stadt
Nach der Rückkehr in sein Heimatland eröffnete er 1937 einen Künstlerdorfkomplex mit dem Namen „El Rancho del Artista“ („Die Künstler-Ranch“), in dem zahlreiche bekannte Künstler verkehrten, darunter Dr. Atl, Diego Rivera, Jorge González Camarena, David Alfaro Siqueiros, José Clemente Orozco, Miguel Covarrubias, Enrique González Martínez und Andrés Audiffred. Ismael Rodríguez drehte dort die Komödie Dos tipos de cuidado (1953; engl. Titel: Two Careful Fellows). In der Galerie der Lokalität fanden regelmäßig Ausstellungen und sonntags mexikanische Folklorefeste statt. Ramón Valdiosera Berman widmete 1988 in seiner Arbeit über Francisco Eppens Helguera, der hier ebenfalls oft verkehrte, dem Künstlerdorf ein komplettes Kapitel. Die aus Acapulco stammende Nora Tarrac (1920–1988), ein damals gefragtes Modell und Ehefrau des 22 Jahre älteren aus Barcelona stammenden Bildhauers Àngel Tarrach, stand hier für eine Gruppe von Malern im Garten Modell. Das Lokal diente auch als Postkartenmotiv.
Mit dem Ausbau der Avenida Coyoacán in der Colonia del Valle zur städtischen Schnellstraße („Eje Vial“) verschwand auch die beliebte „Rancho del Artista“ mit der Hausnummer 957, die bis in die Vereinigten Staaten bekannt war, von vielen Reiseveranstaltern angesteuert wurde und noch nach Cornejos Tod weitergeführt wurde.

## Ausstellungen
Seine von der Kunst der Maya und Azteken geprägten künstlerischen Arbeiten stellte er in Mexiko-Stadt, an der Stanford University, an der California School of Fine Arts und in Los Angeles aus.

## Auszeichnungen
- 1928: Goldmedaille für die Planung und Gestaltung des mexikanischen Gebäudes, Pacific Southwest Exposition, Long Beach, Kalifornien